# Dirección Nacional del Antártico
La Dirección Nacional del Antártico es un organismo dependiente del Ministerio de Relaciones Exteriores y Culto de la República Argentina que se encarga de las funciones administrativas y logísticas de las operaciones argentinas en la Antártida. Es el órgano rector de las actividades antárticas argentinas, tanto políticas como científicas.

## Historia
La ley de facto nº 18513 sancionada y promulgada el 31 de diciembre de 1969 creó la Dirección Nacional del Antártico, bajo dependencia del Ministerio de Defensa. El Instituto Antártico Argentino, creado en 1951, pasó a ser su organismo científico. Por decreto nº 207 de 2003, la Dirección Nacional del Antártico pasó a ser dependencia de la Subsecretaría de Política Exterior dependiente de la Secretaría de Relaciones Exteriores del Ministerio de Relaciones Exteriores, Comercio Internacional y Culto. Por decisión administrativa 509/2004 fue puesta bajo dependencia directa de ese ministerio.
Jorge Edgard Leal fue su primer director. Desde julio de 2020 el cargo lo ocupa la Lic. Patricia Ortúzar.

## Organismos encargados de las actividades antárticas argentinas
Las actividades de Argentina en relación con la Antártida son responsabilidad primaria del Gobierno federal, que las distribuye entre el Ministerio de Relaciones Exteriores, Comercio Internacional y Culto, y el Ministerio de Defensa. Otros organismos dependientes de otros ministerios participan también en las actividades, tales como: la Prefectura Naval Argentina, el Ministerio de Trabajo, el Instituto Nacional de Tecnología Industrial, la Comisión Nacional de Energía Atómica, el Museo de Ciencias Naturales de La Plata, el Consejo Nacional de Investigaciones Científicas y Técnicas y diversas universidades y organismos nacionales y extranjeros. Subsidiariamente el Gobierno de la provincia de Tierra del Fuego, Antártida e Islas del Atlántico Sur -a quien Argentina asigna la jurisdicción sobre su territorio antártico reclamado- ejecuta también algunas actividades y nombra un representante formal en el Sector Antártico Argentino. 
El Ministerio de Relaciones Exteriores y Culto, por medio de la Dirección Nacional del Antártico (DNA), es el encargado de elaborar y hacer cumplir la Política Nacional Antártica y llevar adelante las actividades científicas por medio del Instituto Antártico Argentino que depende de la DNA. La Dirección Nacional de Política Exterior Antártica -dependiente de la Subsecretaría de Política Exterior de la Secretaría de Relaciones Exteriores- se encarga de los asuntos relativos a la política exterior vinculados con la actividad antártica argentina.
Cada año la DNA elabora el Plan Anual Antártico, Científico, Técnico y de Servicios que comprende el conjunto de actividades y proyectos a llevar a cabo en el área antártica durante el año, incluyendo la Campaña Antártica de Verano (CAV). El Ministerio de Defensa, a través del Comando Operacional Conjunto de las Fuerzas Armadas (COCOANTAR), dependiente del Estado Mayor Conjunto, lleva adelante el despliegue de medios de transporte y personal militar para ejecutar las actividades logísticas de re abastecimiento de las bases antárticas permanentes y apertura de las bases temporales, el relevo del personal militar empleado como dotación de las bases, y diversas tareas técnicas y de apoyo científico. Las operaciones conjuntas se distribuyen entre: la Dirección Antártica del Ejército Argentino, la Dirección de Asuntos Antárticos de la Fuerza Aérea Argentina y el Comando Naval Antártico de la Armada Argentina. Otros organismos del ministerio realizan también tareas en la Antártida, como el Servicio Meteorológico Nacional y el Servicio de Hidrografía Naval.

## Funciones de la DNA
RESPONSABILIDAD PRIMARIA:
 Entender en la programación, planeamiento, coordinación, dirección y difusión de la actividad antártica argentina, a fin de lograr el cumplimiento de los objetivos de la Política Nacional Antártica. Intervenir en coordinación con la Dirección General de Asuntos Antárticos en la gestión e instrumentación de los objetivos de política exterior vinculados a la actividad antártica argentina.
Anexo II, Decisión Administrativa 509/2004

La Dirección Nacional del Antártico también representa a Argentina ante el Consejo de Administradores de Programas Antárticos Nacionales (COMNAP) y las Reuniones de Administradores de Programas Antárticos Latinoamericanos (RAPAL). En diciembre de cada año lanza la Campaña Antártica junto con el Estado Mayor Conjunto.